# Lijst van nummer 1-hits in de Nederlandse Single Top 100 in 1970
Deze hits stonden in 1970 op nummer 1 in de Hilversum 3 Top 30, de voorloper van de huidige Nederlandse Single Top 100.
| Nummer | Datum        | Artiest                             | Titel                          |
| ------ | ------------ | ----------------------------------- | ------------------------------ |
| 13     | 3 januari    | The Cats                            | Marian                         |
|        | 10 januari   | The Cats                            | Marian                         |
|        | 17 januari   | The Cats                            | Marian                         |
|        | 24 januari   | The Cats                            | Marian                         |
| 14     | 31 januari   | D.C. Lewis                          | Mijn gebed                     |
|        | 7 februari   | D.C. Lewis                          | Mijn gebed                     |
|        | 14 februari  | D.C. Lewis                          | Mijn gebed                     |
|        | 21 februari  | D.C. Lewis                          | Mijn gebed                     |
| 15     | 28 februari  | Creedence Clearwater Revival        | Who'll Stop the Rain           |
|        | 7 maart      | Creedence Clearwater Revival        | Who'll Stop the Rain           |
|        | 14 maart     | Creedence Clearwater Revival        | Who'll Stop the Rain           |
| 16     | 21 maart     | The Beatles                         | Let It Be                      |
| 17     | 28 maart     | Melanie & The Edwin Hawkins Singers | Lay Down (Candles in the Rain) |
|        | 4 april      | Melanie & The Edwin Hawkins Singers | Lay Down (Candles in the Rain) |
| 18     | 11 april     | Simon & Garfunkel                   | El cóndor pasa (If I Could)    |
|        | 18 april     | Simon & Garfunkel                   | El cóndor pasa (If I Could)    |
|        | 25 april     | Simon & Garfunkel                   | El cóndor pasa (If I Could)    |
|        | 2 mei        | Simon & Garfunkel                   | El cóndor pasa (If I Could)    |
| 19     | 9 mei        | Steve Rowland & The Family Dogg     | Sympathy                       |
|        | 16 mei       | Steve Rowland & The Family Dogg     | Sympathy                       |
| 20     | 23 mei       | Simon & Garfunkel                   | Cecilia                        |
| 21     | 30 mei       | Creedence Clearwater Revival        | Up Around the Bend             |
|        | 6 juni       | Creedence Clearwater Revival        | Up Around the Bend             |
| 22     | 13 juni      | The Moody Blues                     | Question                       |
|        | 20 juni      | The Moody Blues                     | Question                       |
| 23     | 27 juni      | Shocking Blue                       | Never Marry a Railroad Man     |
|        | 4 juli       | Shocking Blue                       | Never Marry a Railroad Man     |
| 24     | 11 juli      | Mungo Jerry                         | In the Summertime              |
|        | 18 juli      | Mungo Jerry                         | In the Summertime              |
|        | 25 juli      | Mungo Jerry                         | In the Summertime              |
|        | 1 augustus   | Mungo Jerry                         | In the Summertime              |
|        | 8 augustus   | Mungo Jerry                         | In the Summertime              |
| 25     | 15 augustus  | Golden Earring                      | Back Home                      |
|        | 22 augustus  | Golden Earring                      | Back Home                      |
|        | 29 augustus  | Golden Earring                      | Back Home                      |
|        | 5 september  | Golden Earring                      | Back Home                      |
|        | 12 september | Golden Earring                      | Back Home                      |
| 26     | 19 september | The Kinks                           | Lola                           |
|        | 26 september | The Kinks                           | Lola                           |
|        | 3 oktober    | The Kinks                           | Lola                           |
|        | 10 oktober   | The Kinks                           | Lola                           |
|        | 17 oktober   | The Kinks                           | Lola                           |
| 27     | 24 oktober   | Les Humphries Singers               | To My Father's House           |
|        | 31 oktober   | Les Humphries Singers               | To My Father's House           |
|        | 7 november   | Les Humphries Singers               | To My Father's House           |
|        | 14 november  | Les Humphries Singers               | To My Father's House           |
| 28     | 21 november  | The Cats                            | Where Have I Been Wrong        |
|        | 28 november  | The Cats                            | Where Have I Been Wrong        |
|        | 5 december   | The Cats                            | Where Have I Been Wrong        |
|        | 12 december  | The Cats                            | Where Have I Been Wrong        |
| 29     | 19 december  | Tee Set                             | She Likes Weeds                |
| 30     | 26 december  | George Harrison                     | My Sweet Lord                  |